# Szachistka
Szachistka (fr. Joueuse) – francusko-niemiecki dramat obyczajowy z 2009 w reżyserii Caroline Bottaro.
Jest to adaptacja powieści niemieckiej pisarki Bertiny Henrichs.

## Fabuła
Film opowiada o pokojówce Hélene (Sandrine Bonnaire), która odkrywa pasję gry w szachy.

## Obsada
- Sandrine Bonnaire
- Kevin Kline
- Valérie Lagrange
- Francis Renaud
- Alexandra Gentil
- Alice Pol
- Didier Ferrari
- Laurence Colussi
- Élisabeth Vitali
- Daniel Martin
- Dominic Gould
- Jennifer Beals